# Sarcophaga concreata
Sarcophaga concreata är en tvåvingeart som beskrevs av Seguy 1934. Sarcophaga concreata ingår i släktet Sarcophaga och familjen köttflugor. Inga underarter finns listade i Catalogue of Life.